# Borderline (singel)
Borderline – utwór muzyczny amerykańskiej piosenkarki popowej Madonny, pochodzący z jej debiutanckiego albumu studyjnego Madonna z 1983 roku. 15 lutego 1984 roku został wydany przez wytwórnię Sire Records na piątym i ostatnim promującym go singlu.
Współcześni krytycy i autorzy pochwalili utwór, nazywając go harmonicznie najbardziej złożonym utworem Madonny i chwaląc jego taneczno-popową naturę. W Stanach Zjednoczonych „Borderline” stał się pierwszym hitem Madonny na liście Billboard Hot 100, osiągając najwyższą dziesiątą pozycję w czerwcu 1984 roku. W Wielkiej Brytanii osiągnął drugą pozycję po tym jak został ponownie wydany jako singiel w 1986 roku. Gdzie indziej, piosenka dostała się do pierwszej dziesiątki i dwudziestki w wielu europejskich krajach, a jednocześnie na szczycie listy singli w Irlandii.
Do utworu zrealizowano wideoklip w dwóch częściach – kolorowej i czarno-białej. Przedstawia on chłopaka Madonny pozującego brytyjskiemu fotografowi. Klip był często emitowany w MTV.
Madonna wykonała piosenkę podczas tras The Virgin i Sticky & Sweet podczas której wykonano punk-rockową wersję utworu. Nagranie nie pojawiło się na VHS Live: The Virgin Tour, gdyż Madonna nie była zadowolona ze swojego wokalu.

## Notowania
| Terytorium        | Notowanie                 | Pozycja |
| ----------------- | ------------------------- | ------- |
| Stany Zjednoczone | Billboard Hot 100         | 10      |
| Stany Zjednoczone | Hot Dance Music/Club Play | 4       |
| Stany Zjednoczone | Adult Contemporary        | 23      |
| Stany Zjednoczone | UK Singles                | 2       |
| Australia         | Kent Music Report         | 12      |
| Belgia            | nieznana                  | 4       |
| Kanada            | nieznana                  | 25      |
| Irlandia          | nieznana                  | 1       |
| Nowa Zelandia     | nieznana                  | 47      |
| Szwajcaria        | nieznana                  | 23      |